# نصف دولار ستون ماونتن التذكاري
كان نصف دولار ستون ماونتن التذكاري قطعة نقدية أمريكية بقيمة خمسين سنتًا سُكت في عام 1925 في دار سك العملة في فيلادلفيا. كان الهدف الرئيسي منه جمع الأموال لصالح جمعية Stone Mountain Confederate Monumental Association لإنشاء النصب التذكاري ستون ماونتن بالقرب من أتلانتا، جورجيا. صُممت هذه العملة بواسطة النحات قتزن بورغلم، وهي تحتوي على تصوير للجنرالات الكونفدراليين روبرت إي لي وستونهول جاكسون على الوجه الأمامي والتعليق: "نصب تذكاري لشجاعة جندي الجنوب" على الوجه الخلفي. وكان من المفترض في الأصل أن تكون هذه القطعة تخليدًا لذكرى الرئيس المتوفى مؤخرًا، وارن جي. هاردينغ، ولكن لم يظهر أي ذِكر له على العملة المعدنية.
في أوائل القرن العشرين، قُدِّمت مقترحات لنحت تمثال كبير تخليداً لذكرى الجنرال لي على جبل ستون، وهو نتوء صخري ضخم. وافق مالكو ستون ماونتن على نقل الملكية بشرط الانتهاء من العمل خلال 12 عام. بورغلم، الذي كان، مثل الآخرين المشاركين، عضوًا في جماعة كو كلوكس كلان، مسؤولاً عن تصميم النصب التذكاري، واقترح توسيعه ليشمل نصبًا تذكاريًا ضخمًا يصور المحاربين الكونفدراليين، على رأسهم لي، جاكسون، والرئيس الكونفدرالي جيفيرسون ديفيس.
ثبُت أن العمل مكلف، ودعت الجمعية إلى إصدار نصف دولار تذكاري لجمع التبرعات للنصب التذكاري. وافق الكونغرس على هذه العملة، لكن من أجل إرضاء الشماليين، صُنعت العملة أيضًا تكريمًا لهاردينغ، الذي بدأ العمل تحت إدارته. قام بورجلوم بتصميم العملة، والتي رفضتها لجنة الفنون الجميلة مراراً وتكراراً. أُزيل كل إشارة إلى هاردينغ من التصميم بأمر من الرئيس كالفين كوليدج.
رعت الجمعية جهودًا واسعة النطاق لمبيعات العملة في جميع أنحاء الجنوب، على الرغم من أن هذه الجهود تضررت بسبب طرد بورغلم في عام 1925، الأمر الذي أدى إلى تنفير العديد من مؤيديه، بما في ذلك بنات الكونفدرالية المتحدة. أظهر تدقيق جمع التبرعات في عام 1928 نفقات مفرطة وإساءة استخدام الأموال، توقف البناء في نفس العام؛ وفي النهاية انتهى بناء تمثال مُصغر الحجم في عام 1970. بسبب الكميات الكبيرة التي صدرت- لا يزال أكثر من مليون منها موجودًا- يَظل نصف الدولار التذكاري من ستون ماونتن غير مُكلف مقارنة بالعملات التذكارية الأمريكية الأخرى.

## خلفية
سكن المستوطنون الأوائل من أصل أوروبي الأراضي المحيطة بستون ماونتن، جورجيا، تقع اليوم في ضواحي أتلانتا الشرقية، حوالي عام 1790. أطلقوا على النتوء الكبير، الذي يبلغ طوله حوالي 2 ميل (3.2 كـم) طوله 1,686 قدم (514 م) ارتفاع "جبل الصخرة". كان القس أدريل شيروود من ماكون، جورجيا، أول من أطلق عليها اسم ستون ماونتن في عام 1825. تأسست مدينة نيو جيبرالتار في عام 1839 على مَقربة من هذه المدينة، وفي عام 1947، غَير المجلس التشريعي لولاية جورجيا اسمها إلى ستون ماونتن. منذ وقت الحرب الأهلية الأمريكية تقريبًا، استُخدم الجبل كمحجر؛ ولم يتوقف هذا تمامًا حتى سبعينيات القرن العشرين.
وُلِد جون جوتزون دي لا ماثي بورغلم (يُطلق عليه عادةً جوتزون بورغلم ) في إقليم أيداهو عام 1867، لإحدى زوجات رجل دنماركي اعتنق المورمونية. عندما كان صبيًا، عاش بورغلم في أماكن مختلفة في الغرب الأقصى. اتجه إلى الفن كمهنة، فدرس في أكاديمية سان فرانسيسكو للفنون، أكاديمية جوليان، ومدرسة الفنون الجميلة. تحت تأثير كبير من رودان، الذي التقى به، تحول بورغلم من الرسم إلى النحت في عام 1901. فازت مهرته ديوميديس بالميدالية الذهبية في معرض شراء لويزيانا عام 1904 في سانت لويس، وأصبحت أول عمل نحتي يشتريه متحف متروبوليتان للفنون.

## بداية

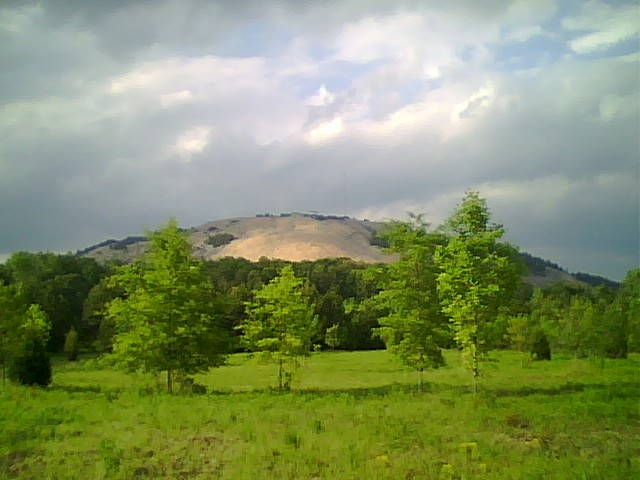
جبل الحجر

في عام 1914، كتب المحرر جون تيمبل جريفز في صحيفة أتلانتا جورجيان، مقترحًا إنشاء نصب تذكاري للجنرال الكونفدرالي روبرت إي لي في ستون ماونتن، "من هذا المقام الإلهي، فلينظر بطلنا الكونفدرالي بهدوء إلى التاريخ والمستقبل!" ومن بين الذين دعوا إلى إنشاء نصب تذكاري للكونفدرالية هناك ويليام إتش تيريل، وهو محامٍ من أتلانتا كان يعتقد في حين أن الشمال أنفق ملايين الدولارات على النصب التذكارية للاتحاد، فإن الجنوب لم يكرم أبطال الكونفدرالية بما يكفي. كانت هيلين بلين (1829-1925) من بين الناشطين في الأيام الأولى لمقترح ستون ماونتن، كانت جميلة من أتلانتا قبل الحرب، ضحى زوجها بحياته في معركة أنتيتام في عام 1862. كرست بقية حياتها للحفاظ على ذكرى القضية الجنوبية.
أثار إصدار فيلم ميلاد أمة في عام 1915 اهتمامًا متزايدًا بقضية الكونفدرالية في الجنوب. طلب بلين، الذي كان رئيسًا فخريًا مدى الحياة لمنظمة جورجيا للبنات الكونفدرالية المتحدة (UDC)، من بورغلم نقش صورة الجنرال لي على الجبل. كان مشروع ستون ماونتن في البداية مشروعًا لشركة UDC. كان المسؤولون يفكرون في الأصل في إنشاء نصب تذكاري يبلغ ارتفاعه ربما 20 قدم (6.1 م) بمقدار 20 قدم (6.1 م). وبحسب ما ذَكر بورغلم، فإن وضع ذلك على جبل ستون سيكون مثل وضع طابع بريدي على حظيرة. اقترح تمثالًا أكبر بكثير، 200 قدم (61 م) ارتفاعًا و 1,300 قدم (400 م) طويلًا، ورسم الخطط في مرسمه في ستامفورد، كونيتيكت. تصور تصويرًا ضخمًا للجيش الكونفدرالي، بما في ذلك المدفعية والمشاة، بالإضافة إلى 65 الجنرالات الكونفدراليون، خمسة منهم يُرشحون من قِبل حاكم كل ولاية جنوبية. في عام 1917، تأسست جمعية ستون ماونتن الكونفدرالية التذكارية (الجمعية) للدعاية وجمع الأموال لإنشاء تمثال ضخم في ستون ماونتن. وافق صموئيل إتش فينابل وعائلته، مالكي الأرض، على تحويلها إلى نصب تذكاري، بشرط أنه إذا لم يكتمل المشروع في عام 12 عام، سوف يعود لهم اللقب. الافتتاح الرسمي في مايو/أيار 1916؛ وتوقف العمل التمهيدي بسبب دخول الولايات المتحدة في الحرب العالمية الأولى في عام 1917.
كانت هناك منظمة أخرى اهتمت بعمل ستون ماونتن وهي منظمة كو كلوكس كلان أُعيد إحياؤها مؤخرًا، كان كل من فينابل وبورغلم من أعضائها. أقامت منظمة كو كلوس كلان، خلال معظم القرن العشرين، معسكرات منتظمة على جبل ستون أو بالقرب منه. صرح بلان في رسالة إلى بورغلم عام 1915 أن الكو كلوكس كلان الأصلي أنقذ الجنوب من "هيمنة الزنوج" في عصر إعادة الإعمار، واقترح أن يتضمن التصميم مجموعة صغيرة من أعضاء الكو كلوكس كلان يرتدون أردية، ويمكن رؤيتهم في المسافة، وهم يقتربون.
بدءًا من عام 1920، وقع المشروع تدريجيًا تحت سيطرة رجال الأعمال في أتلانتا، الذين جُلبوا للمساعدة في جمع التبرعات الضخمة، وأصبح اتحاد الديمقراطيين المتحدين مهمشًا. استؤنف العمل على التمثال في 18 يونيو/حزيران 1923، بدأ بورغلم في نحت شخصية لي في سفح الجبل؛ وكان يخطط أن يكون الجنرال ستونوول جاكسون، والرئيس الكونفدرالي جيفيرسون ديفيس قريبين من لي. كانت خطط بورغلم تتضمن بناء تمثال ضخم يصور الكونفدراليين، قاعة تذكارية منحوتة من الجرانيت في قاعدة الجبل يمكن فيها عرض الأعمال الفنية والتحف (بالإضافة إلى قوائم الشرف التي تسرد المساهمين)، مدرج عملاق قريب. قدر التكلفة الإجمالية بنحو 3.5 مليون دولار. وبدلاً من ذلك، قُلص نطاق المشروع، على الرغم من أن المصادر المختلفة تُقدم تقديرات متفاوتة للتكلفة والأبعاد. وقّع بورغلم عقدًا لاستكمال مجموعة لي، جاكسون، وديفيس خلال ثلاث سنوات بتكلفة قدرها 250 ألف دولار.
كان العمل مكلفًا، وبحلول نوفمبر/تشرين الثاني 1923، قررت الجمعية الدعوة إلى عملة تذكارية يمكنها شراؤها من الحكومة بالقيمة الاسمية وبيعها بسعر أعلى كوسيلة لجمع التبرعات. سعى رجلان إلى الحصول على الفضل في التوصل إلى فكرة العملة المعدنية. قال دانييل دبليو ويب، السكرتير التنفيذي للجمعية، إنه فكر في الأمر بعد العثور على نصف دولار من عملة ألاباما المئوية في منزله؛ قَدم الصحفي هاري ستيلويل إدواردز ادعاءً مماثلاً وحصل على مكافأة من الجمعية على ما يبدو.

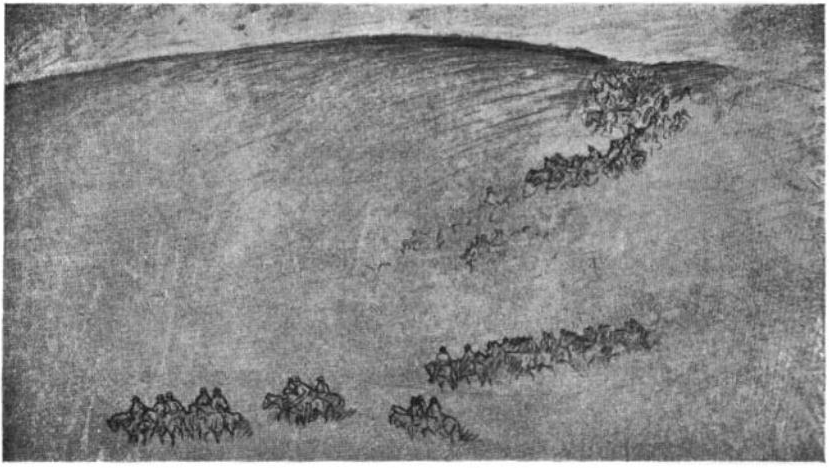
تصميم بورغلم لستون ماونتن

في 16 نوفمبر/تشرين الثاني 1923، كتب إدواردز إلى باسكوم سليمب، سكرتير الرئيس كالفين كوليدج (كان الرئيس السابق، وارن جي. هاردينغ، توفي مؤخرًا). رتب إدواردز لقاءً بين الرئيس وبينه، رئيس الجمعية هولينز ن. راندولف (محامي من أتلانتا ونسل مباشر للرئيس المبكر توماس جيفرسون)، وبورغلم. وافق الرئيس كوليدج على دعم التشريع الذي يسمح بإصدار عملة ستون ماونتن.
صرح بورغلم لاحقًا أن الجمعية طلبت منه الكتابة إلى أشخاص في واشنطن بسبب اتصالاته في إدارة كوليدج الجمهورية. كتب إلى السيناتور الجمهوري القوي من ولاية ماساتشوستس، هنري كابوت لودج، يحثه على دعم التشريع الخاص بعملة تذكارية لمنطقة ستون ماونتن؛ ويبدو أن هذا النداء نجح، ففي أواخر عام 1923 قَدم رئيسي اللجنة المختصة بالعملة، ريد سموت في مجلس الشيوخ، ولويس توماس ماكفادن في مجلس النواب، تشريعاً لإصدار نصف دولار تذكاري لمنطقة ستون ماونتن. كتب ماكفادين في وقت لاحق أنه رعى التشريع بسبب صداقته مع بورغلم. مع التهديد بمعارضة طائفية إذا كانت العملة المعدنية تكرم الجنوب فقط، أضاف رعاة مشروع القانون لغة تجعل نصف الدولار الجديد أيضًا في ذكرى هاردينج (من أوهايو) المتوفى مؤخرًا، والذي بدأ العمل المتجدد خلال فترة رئاسته. أُقر مشروع القانون بالإجماع في مجلس النواب في 6 مارس/أذار 1924، في مجلس الشيوخ بعد خمسة أيام؛ ووقعه كوليدج في 17 مارس/أذار.  نص مشروع القانون الذي يجيز العملة المعدنية على ما يلي:
ليُسنّ من قبل مجلس الشيوخ ومجلس النواب في الولايات المتحدة الأمريكية المجتمعين في الكونغرس، أنه في ذكرى بدء أعمال النحت في 18 يونيو 1923 على جبل ستون، في ولاية جورجيا، نصب تذكاري لشجاعة جنود الجنوب، والذي كان مصدر إلهام لأبنائهم وبناتهم وأحفادهم وحفيداتهم في الحرب الإسبانية الأمريكية والحرب العالمية، وفي ذكرى وارن جي هاردينج، رئيس الولايات المتحدة الأمريكية، الذي بدأ العمل في إدارته;...

## التحضير والتصميم

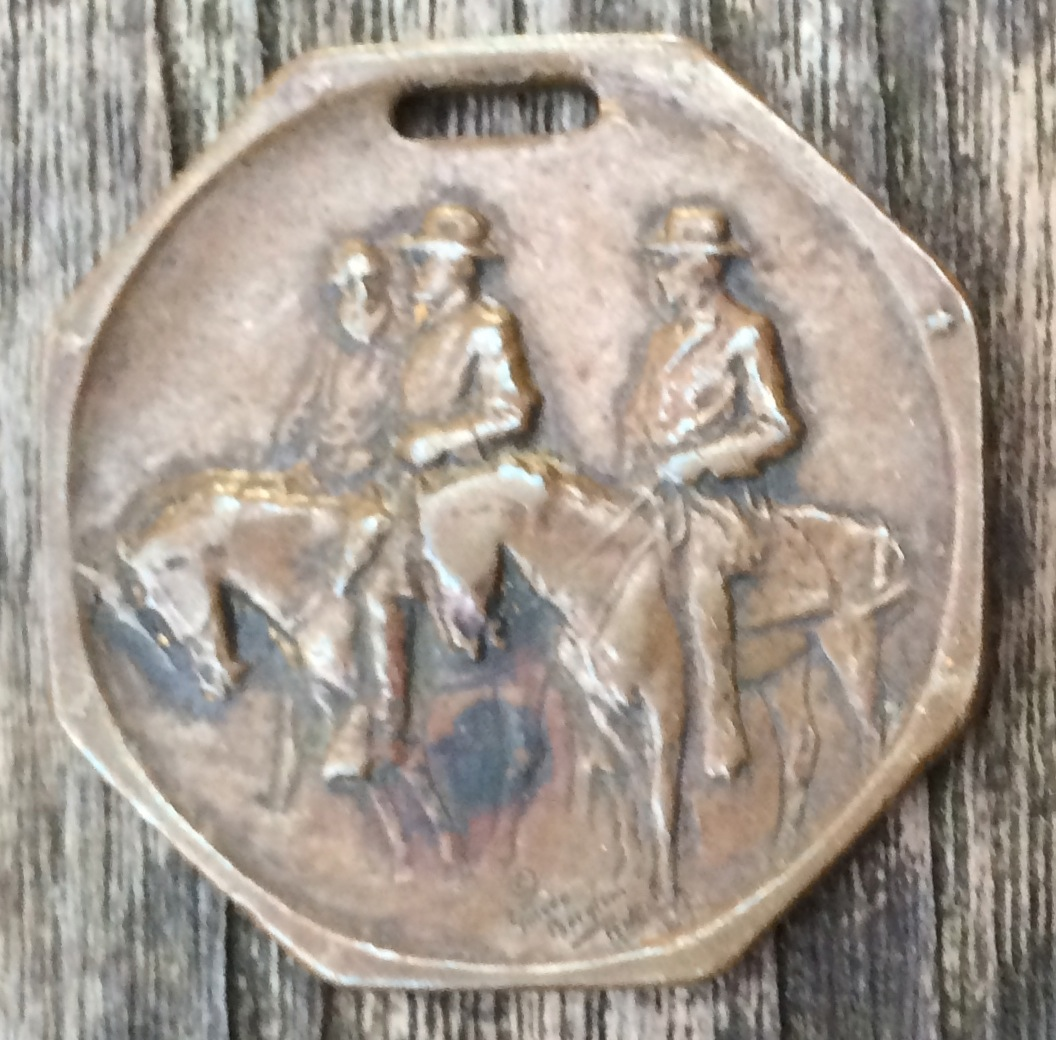
ميدالية رواد مؤسسة الأطفال

كان بورغلم مشغولاً بين إقرار مشروع القانون ونهاية مايو/أيار 1924، حيث عمل أولاً على ميدالية مؤسسي الأطفال، ثم على نصف الدولار. كانت قائمة مؤسسي الأطفال مفتوحة للأطفال البيض حتى سن 18 عامًا والذين ساهموا بدولار واحد لبناء النصب التذكاري. لا بد أن بورغلم كان لا يزال يعمل على ضبط تصميم النصب التذكاري؛ فوضعية جاكسون على الميدالية تختلف عن وضعها على العملة المعدنية. على عكس العملة الصادرة، أظهرت نماذج بورغلم الجزء الأمامي من حصان ديفيس، على الرغم من أن رئيس الكونفدرالية غير مرئي، ويظهر الجنود المسيرون في الخلفية. التقى بورغلم مع وزير الخزانة أندرو ميلون الذي تساءل أولاً عن سبب ظهور عبارة "نحن نثق في الله" فوق رأس لي مباشرة؛ فأجاب بورغلم أن ذلك كان لتكريم إيمان الكونفدراليين. سأل ميلون عما تُمثله النجوم الثلاثة عشر على الوجه الأمامي؛ فأجاب بورغلم أن أولئك الذين يقعون على الجانب الشمالي من خط ماسون ديكسون يمكن أن يعتبروها تمثل المستعمرات الثلاثة عشر الأصلية (وكان الضمني أن أولئك الذين يقعون جنوبه يمكن أن يعتبروها بمثابة جزية للولايات الجنوبية). ضحك ميلون وأعطى موافقة مبدئية. في الثاني من يوليو/تموز، عرض ميلون التصاميم على الرئيس كوليدج؛ أُرسلت إلى لجنة الفنون الجميلة لأخذ آراء أعضائها.

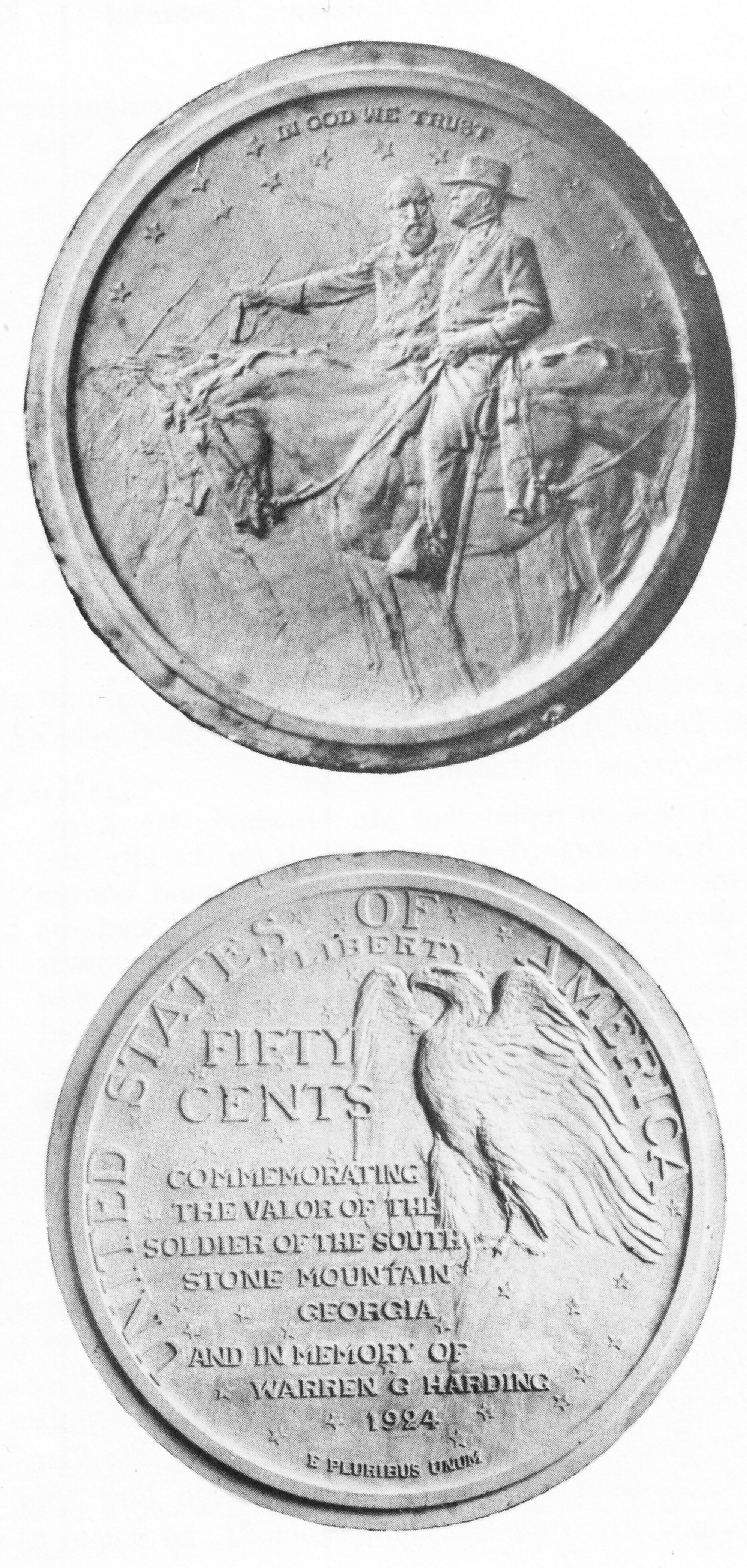
نماذج بورغلم الأصلية بنصف الدولار

وفقًا لعالمي العملات ويليام د. هايدر و ر. و. كولبير، "كان بورغلم، على أقل تقدير، فنانًا متقلب المزاج تمكن من إهانة معظم من عمل معهم". يشيرون إلى أن "وقاحة بورغلم في الماضي لم تجعله يحظى بقبول جيد في مجتمع الفن" وأن تصميماته قوبلت باستقبال عدائي في اللجنة. رفض النحات جيمس إيرل فريزر، مصمم عملة النيكل الجاموسية، التصميم الأولي لبورغلم في 22 يوليو/تموز، بعد ثمانية أيام من استلامه. كان النقش الموجود على الوجه الخلفي للعملة يتضمن تكريمًا لهاردينغ؛ اعتبره فريزر غير فني. وفي 14 أغسطس/آب، قدم بورغلم مجموعة ثانية، إلا أنها قوبلت بالرفض مرة أخرى؛ حيث انتقدت اللجنة التصميم، الذي بدا وكأنه مجرد جزء من مجموعة أكبر، وليس مصمماً خصيصاً ليناسب نصف دولار. أراد بورغلم أن يتجاهل ما اعتبره "اقتراحات سخيفة"، لكن الجمعية هددت بطرده إذا لم يكمل العملة المعدنية. كان بورغلم قلقًا من أن يكون الوجه الخلفي مزدحمًا للغاية، واقترح ترك النسر، ولكن وفِرت مساحة عندما لم يعجب كوليدج الإشارة إلى هاردينغ، وحُذفت. مع بقاء النسر في مكانه على الوجه الخلفي، وافق فريزر أخيرًا على التصميمات في 10 أكتوبر/تشرين الأول 1924. في المجمل، صنع بورغلم تسعة نماذج جبسية للتصميم.
على الرغم من الحصول على جميع الموافقات اللازمة، رفضت دار سك العملة في فيلادلفيا المضي قدماً في الاستعدادات بسبب عدم ذكر هاردينغ، وهو الأمر الذي اعتقدت كان مفروضاً من قبل الكونغرس. في 31 أكتوبر/تشرين الأول، أرسل بورغلم برقية إلى كوليدج لإبلاغه بالمشكلة؛ أكد الرئيس موافقته على التصميم في اليوم التالي. وعلى الرغم من دعم الحكومة الفيدرالية للعملة، حاول جيش الجمهورية العظيم (GAR)، وهي منظمة من قدامى المحاربين في الحرب الأهلية الاتحادية، منع إصدار عملة اعتقدوا أنها تُكرم الخيانة من خلال الضغط في أواخر عام 1924 وأوائل عام 1925. تباطأت أعمال التمثال (حيث كان يُنحت رأس جاكسون في ذلك الوقت) بسبب تشتيت انتباه النحات بتصميم العملة المعدنية، والعيوب الموجودة في الصخور في ستون ماونتن، وحقيقة أن الجمعية أوقفت جهود جمع التبرعات تحسبًا لحملة لبيع العملة المعدنية. ولم تكن الإيرادات من الميدالية كافية لتغطية النفقات.
يصور الوجه الأمامي لنصف الدولار الجنرالين الكونفدراليين لي وجاكسون، وكان الأخير عاريًا الرأس ويمتطي حصانًا. على الرغم من أن لي وجاكسون كانا يحظيان بالاحترام في الشمال، إلا أن ديفيس لم يكن ليقبل على عملة فيدرالية، وحُذف، على الرغم من ظهوره على ميدالية قائمة مؤسسي الأطفال التي قام بورغلم بتعديلها لوجه نصف الدولار. يوجد ثلاثة عشر نجمة في الحقل العلوي من الوجه الأمامي؛ وهي تمثل الولايات الثلاثة عشر التي انضمت إلى الكونفدرالية أو كان لديها فصائل كونفدرالية. يمكن العثور على الأحرف الأولى من اسم بورغلم، "GB"، في أقصى يمين القطعة، بالقرب من ذيول الخيول. يصور الوجه الخلفي نسرًا بأجنحة ممدودة، يُمثل الحرية، ويقف على قمة جبل. يوجد 35 نجمة في الحقل، من المفترض أنها تُمثل عدد الولايات في بداية الحرب الأهلية، على الرغم من أنها كانت في الواقع 34 ولاية في عام 1861، وكانت 35 ولاية فقط من عام 1863 إلى عام 1864، بين انضمام غرب فرجينيا ونيفادا.
لاحظ مؤرخ الفن كورنيليوس فيرمول، في عام 1971، أن نصف الدولار يُمثل ظرفًا غير عادي في الفن الأمريكي، يستخدم المصمم عملة معدنية كنموذج صغير الحجم لعمل يجب إكماله. اعتبر فيرمول أن ميدالية الأطفال هي عمل فني أفضل، بسبب إدراج ديفيس. ويعتقد أن التصميم الأصلي لبورغلم، قبل رفضه من قِبل لجنة الفنون الجميلة، كان متفوقًا، لأنه تضمن إحساسًا بالحركة من خلال تصوير الجنود السائرين في الخلفية، متوازنًا مع إدراج رأس حصان ديفيس، على الرغم من أن الرئيس الكونفدرالي نفسه غير مرئي. وفقًا لفيرميول، فإن التصميم الأصلي "كان من شأنه أن يَصنع عملة معدنية رائعة، وضغطًا غير عادي للعظمة والقوة في مساحة تاريخية محدودة وغير تقليدية".

## الإنتاج والصراع

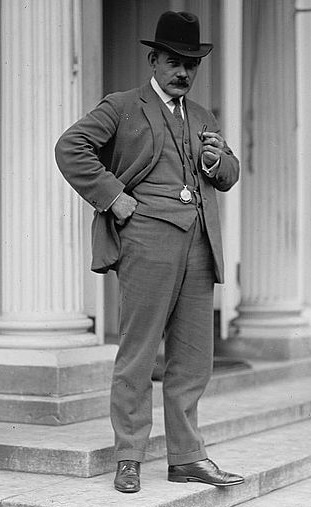
بورغلم في البيت الأبيض، 1924

قامت شركة ميداليك آرت في نيويورك بتحويل نماذج بورغلم إلى قوالب سك العملات. سُك أول 1000 نصف دولار تذكاري من ستون ماونتن على آلة طباعة الميداليات في دار سك العملة في فيلادلفيا في 21 يناير/كانون الثاني 1925، في الذكرى السنوية الـ101 لميلاد الجنرال جاكسون؛ وكان بورغلم ومسؤولو الجمعية حاضرين. ثُبتت القطعة الأولى التي ضُربت على لوحة مصنوعة من الذهب المستخرج من جورجيا لتقديمها إلى الرئيس كوليدج. ثُبتت الثانية على لوحة فضية، وقُدم إلى السكرتير ميلون. وضع بقية الألف الأولى في مظاريف مرقمة؛ وقُدم بعضها إلى المسؤولين أو المشاركين في مشروع ستون ماونتن. بين يناير ومارس 1925، ضربت الدار 2,310,000 من أصل 5,000,000 عملة مرخصة، بالإضافة إلى 4,709 قطعة محفوظة للتفتيش من قِبل لجنة الفحص لعام 1926. باستثناء الألف الأولى، التي دفع راندولف ثمنها بالذهب، أُرسلت القطع إلى بنك الاحتياطي الفيدرالي في أتلانتا، والذي قَدم الأموال اللازمة لشرائها من الحكومة.
ورغم أن الجمعية كشفت عن رأس لي المكتمل في 19 يناير/كانون الثاني 1924 (عيد ميلاد الجنرال)، فإن علاقاتها مع بورغلم أصبحت متوترة بعد أشهر. تسببت المشاكل الفنية المتعلقة بالميدالية والعمل على الجبل في حدوث توترات، أدت الخلافات السياسية بين بورغلم، الجمهوري، وراندولف، الديمقراطي النشط، إلى تدهور العلاقات بين الاثنين. دعم بورغلم، فينابل، وراندولف أعضاء مختلفين من كو كلوكس كلان للقيادة الوطنية. واتهم كل من بورغلم والجمعية بعضهما البعض بالفساد؛ اقترح النحات أن يُشكل نقابة لشراء نصف الدولارات من دار السك وبيعها مع تطبيق الأرباح مباشرة على تكاليف البناء. سخر راندولف من الاقتراح، قائلاً إنه سيسمح لبورغلم بنحت "كل ما يريده على الجبل". اتهم بورغلم راندولف باستخدام التبرعات لصالحه الشخصي، والإنفاق بحرية على حساب النفقات. أصبحت هذه الخلافات علنية، وفي فبراير/شباط 1925، طردت الجمعية بورغلم. وذكر راندولف، كأحد أسباب رفض النحات، أن بورغلم استغرق سبعة أشهر لتصميم العملة، بينما قال إن أي فنان كفء كان بإمكانه إنجازها في ثلاثة أسابيع. اتهم بورغلم بالتأخير حتى تشعر الجمعية بالحرج. وفقًا لـ فريمان، "على الرغم من كل نقاط الصراع بين بورغلم واللجنة، فإن العملة التذكارية هي التي أنهت في الواقع مسيرته المهنية في ستون ماونتن."
بعد طرده، حطم بورغلم نماذجه الخاصة بالنصب التذكاري؛ وسعت الجمعية إلى سجنه بتهمة تدمير الممتلكات. كان بورغلم يخاطب سيدات فرع أتلانتا التابع لاتحاد الدفاع عن الديمقراطيين عندما اقتحم مساعده جيسي تاكر المكان وأسرع بإخراجه من الباب مع الحد الأدنى من التوضيح، قبل لحظات فقط من وصول نائب الشريف لتقديم مذكرة التفتيش. غادر الولاية، لكن قُبض عليه في جرينسبورو، بولاية كارولينا الشمالية، على الرغم من أنه سُمح له بالإفراج عنه بكفالة، وتخلت الجمعية عن إجراءات التسليم. بعد أن تحرر، تولى النحات قريبًا مشروعًا في داكوتا الجنوبية، وهو جبل راشمور. أضرت الدعاية المحيطة بهذه الأحداث بجمع التبرعات للجمعية، كما فعلت مزاعم بأن الجمعية أساءت استخدام مئات الآلاف من الدولارات المخصصة للمشروع.

## التسويق والتوزيع
استأجرت الجمعية أوغسطس إتش لوكمان كنحات بديل؛ وفي النهاية فُجرت جميع أعمال بورغلم. وعلى الرغم من النزاع مع بورغلم، شرعت الجمعية في تسويق نصف الدولارات؛ حيث استأجرت رجل العلاقات العامة في نيويورك هارفي هيل لإدارة الحملة. أملت الجمعية في الحصول على فرصة لتقديم العملة المعدنية الأولى إلى الرئيس كوليدج شخصيًا كوسيلة للتغلب على الدعاية السيئة؛ رفض مسؤولو البيت الأبيض بحذر، وكتبوا أنه "لن يخدم أي غرض جيد من خلال عرض رسمي". صُدر نصف الدولارات رسميًا في 3 يوليو/تموز 1925 (على الرغم من عرض بعضها في وقت مبكر من شهر مايو/أيار)؛ وبيعت بسعر دولار واحد. أُرسلت إلى 3,000 بنك من قِبل بنك الاحتياطي الفيدرالي، مع عائدات المبيعات المخصصة للجمعية. أشاد الجنوبيون البيض بهذه القطعة باعتبارها رمزًا للمصالحة الطائفية، حيث قدمت الحكومة الفيدرالية تكريمًا لتراث الكونفدرالية في الجنوب.
كان من المقرر توزيع العملات المعدنية من خلال البنوك، وتعاون نظام الاحتياطي الفيدرالي من خلال نقل العملات المعدنية حسب الحاجة، وإن كان ذلك على نفقة الجمعية. أنشأت الجمعية فروعًا محلية، مع منظمات في جميع أنحاء الجنوب، بالإضافة إلى أوكلاهوما ومنطقة كولومبيا. كان حاكم كل ولاية بمثابة رئيس اسمي للمنظمة ضمن نطاق اختصاصه؛ في 20 يوليو/تموز 1925، في اجتماع لمؤتمر حكام الجنوب الذي عُقد لهذا الغرض، قرروا (أو ممثلوهم) أن تقوم الجمعية بتخصيص حصص المبيعات بين الولايات على "أساس السكان البيض والودائع المصرفية". ومن المقرر بيع القطع بسعر دولار واحد، وكان المقرر أن تعمل المنظمات المحلية على الترويج لبيعها. أطلق على الحملة الشاملة لبيع نصف الدولار اسم "حملة الحصاد" بدأت مع اجتماع المحافظين في يوليو/تموز 1925. أخبر حاكم ولاية جورجيا كليفورد ووكر زملاءه أن "الجنوب سوف يُخزى إلى الأبد إذا فشل في قبول التحدي" المتمثل في تحقيق هدف المبيعات المتمثل في 2,500,000 قطعة نقدية؛ ومع ذلك، لم يُخصص المحافظون سوى القليل من الوقت للحملة.
على الرغم من أن حماس المتطوعين كان ضرورياً لخطط الجمعية في حملة الحصاد، إلا أنها لم تعتمد عليه في المستويات العليا؛ إذ عَوض رؤساء الولايات، سواء من خلال الراتب أو العمولة. عُين جيه دبليو جيبس، كاتب مجلس النواب في ولاية كارولينا الجنوبية، كمدير تنفيذي للولاية؛ وتعهد ببيع 100 ألف قطعة نقدية وحصل على ما يقل قليلاً عن 3,500 دولار كراتب وعمولات، دُفعت كلها في عام 1926. نظم متطوعون محليون غداء لغرفة التجارة لبيع العملات المعدنية في جميع أنحاء الجنوب؛ كما اشترت فروع اتحاد الديمقراطيين المتحدين قطعًا لتقديمها لقدامى المحاربين الباقين على قيد الحياة في الحرب الأهلية. حصة فلوريدا 175 ألف قطعة نقدية، حيث خُصصت حصتها لكل مدينة وبلدة. في كثير من الأحيان، كانت مجموعات كيوانيس أو الروتاري تتعهد بحصص محلية. يُقال إن السيدة ن. بيرتون باس من أتلانتا كانت البائعة الرائدة، حيث تخلصت ذات مرة من 233 قطعة نقدية في فترة ما بعد الظهر. أقيمت سلسلة من حفلات الرقص لتكريم أعضاء UDC الذين باعوا عددًا كبيرًا من القطع. ومع ذلك، اقترح هايدر وكولبيرت أن هناك "نقصًا عامًا في عدد أكبر من السيدات مثل السيدة باس"؛ حيث واجهت العديد من البلديات صعوبة في العثور على رؤساء محليين. خارج الجنوب، رِوج للمبيعات من خلال ثلاثة دعاة محترفين عُينوا من قِبل الجمعية. وللحفاظ على اهتمام الجمهور مرتفعًا، أصدرت الجمعية تصورات لوكمان لستون ماونتن، والتي كانت على نطاق أصغر من تصورات بورغلم. تصور لوكمان مفهومًا مصغرًا، للقادة الكونفدراليين الثلاثة على ظهور الخيل. على الرغم من الحملة، كانت المبيعات أبطأ من المتوقع. في أواخر عام 1925، عرضت الجمعية على البنوك الشمالية عمولة قدرها سبعة سنتات لكل عملة معدنية؛ ومن غير المؤكد ما إذا كان أي منها قَبل العرض. أدى استمرار معارضة جمهورية غانا للعُملات المعدنية إلى انخفاض المبيعات في الشمال، وكان انتقاد كبير لإصدار العُملات المعدنية في الصحف.

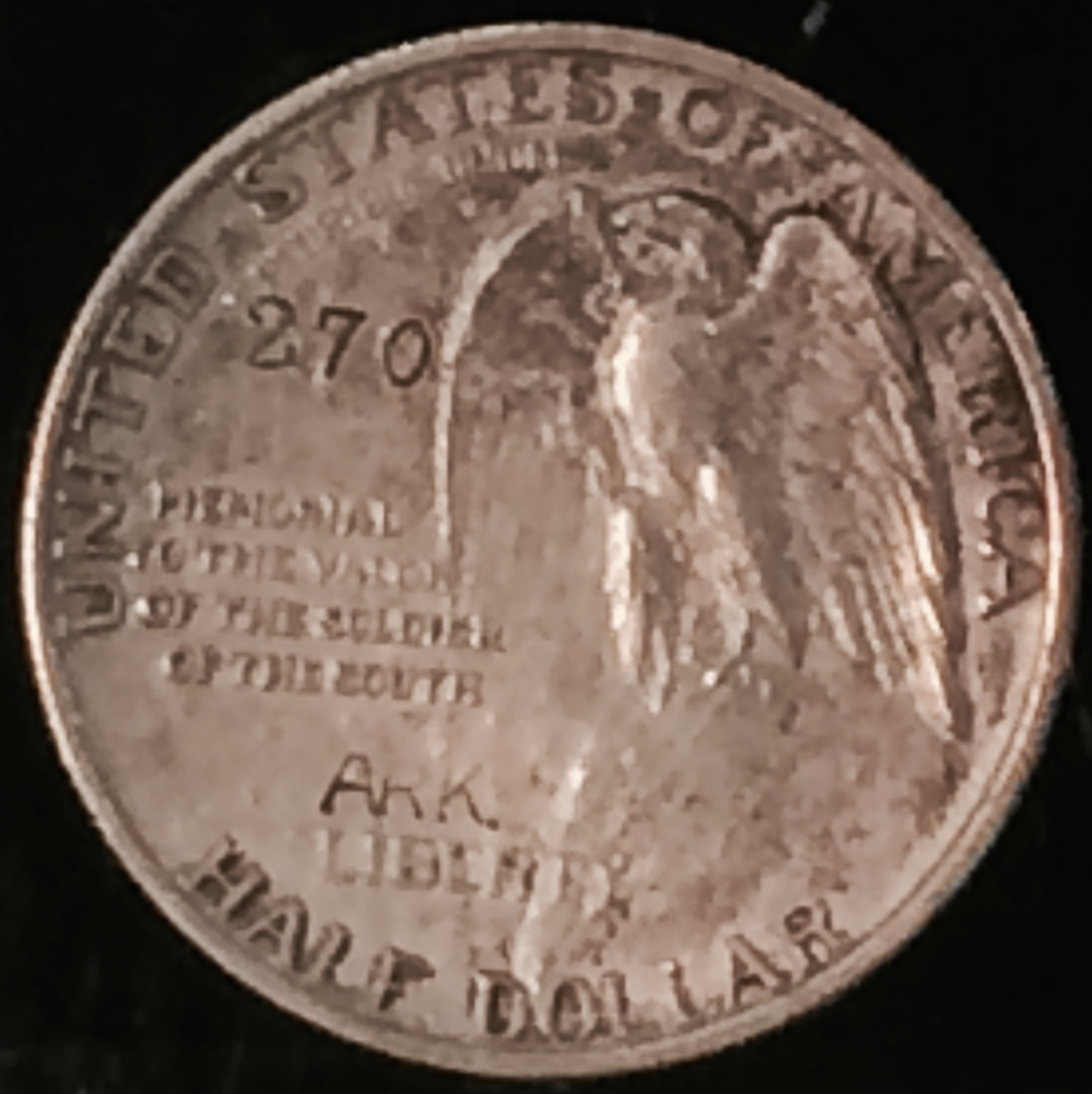
نصف دولار تذكاري من ستون ماونتن مختوم

أحد الوسائل لجمع التبرعات التي قررها مسؤولو حملة الحصاد كانت وضع ختم مضاد على بعض العملات المعدنية للبيع بأسعار مميزة. ويعتقد أن الحروف والأرقام خُتمت من قِبل الجمعية، أنها موحدة بالكامل تقريبًا. وأُعطي البعض منها اختصارًا ورقمًا، وأُرسلت لبيعها بالمزاد العلني في مدن مختلفة. أفاد جيبس أن القطع المختومة المرسلة إلى ولاية كارولينا الجنوبية بيعت بمتوسط 23 دولارًا، وتتراوح من 10 دولارات إلى 110 دولارات، وأوصى بأن تسبق المزادات رواية بيع قطعة واحدة في برادنتون بولاية فلوريدا، مقابل 1300 دولار. أي مدينة حصلت على أي رقم كان حظ السحب. وضع علامة "UDC" واختصار الولاية على البعض الآخر، بالإضافة إلى رقم يمثل على الأرجح رقم العضوية أو الفصل. كان الغرض من هذه الجوائز تقديمها إلى الأعضاء المستحقين لتكريم خاص، مثل الرئيس المنتهية ولايته. لم تُباع بشكل جيد، حيث تسببت الجمعية في تنفير العديد من أعضاء اتحاد الديمقراطيين المتحدين بسبب طرد بورغلم. وأعلنت الجمعية أيضًا عن برنامج للبيع لأبناء قدامى المحاربين الكونفدراليين، على الرغم من أنه من غير الواضح ما إذا بيعت أي عملات معدنية بموجب هذا البرنامج، حيث لم يُحدد أي منها. ظلت القطع التي تحمل علامة "GL" و"SL" محل حيرة من قِبل هواة جمع العملات لسنوات عديدة؛ وحدد أ. ستيف ديتيرت في طبعة يناير 2011 من مجلة The Numismatist العلامات على أنها "Gold Lavalier" و"Silver Lavalier". تبرع بهذه العملات المعدنية للفائزين والوصيفين على مستوى المقاطعة في مسابقة بيع للفتيات الصغيرات.
باعت الجمعية العملات المعدنية من خلال وسائل أخرى. طلبوا من الشركات شراءها: اشترت شركة السكك الحديدية بالتيمور وأوهايو [B&O]، شركة التأمين Southern Fireman's Fund، شركة Coca-Cola، وعدد من البنوك، آلاف القطع، تبرع بالعديد منها كعروض ترويجية. كان بإمكان المقيمين خارج الجنوب الحصول على العملات المعدنية عن طريق أوامر تُمرر عبر البنوك المحلية. وزع أحد البنوك في سانت لويس نصف الدولارات على أولئك الذين فتحوا حسابًا بمبلغ 5 دولارات على الأقل؛ واستخدم البنك B&O هذه الأموال في صنع التغيير.
أعلنت الجمعية انتهاء حملة الحصاد اعتبارًا من 31 مارس/أذار 1926، ويرجع ذلك على الأرجح إلى أن المبيعات لم تبرر استمرار نفقات الرواتب. كان من المقرر إرسال العملات المعدنية المتبقية في البنوك إلى بنك الاحتياطي الفيدرالي، وتحويل أي أرصدة دائنة إلى الجمعية. وبعد ذلك، أصبحت العملات المعدنية متاحة إما من خلال الجمعية أو بنك الاحتياطي الفيدرالي بسعر متزايد قدره 2 دولار. ومع زيادة الأسعار ونهاية الحملة، انخفضت المبيعات بشكل كبير. بلغ إجمالي المبيعات من حملة الحصاد حوالي 430 ألف قطعة. وكان هناك استثناء واحد لانخفاض المبيعات وهو حملة في نيويورك تحت رعاية عمدة المدينة جيمي ووكر، نجحت في بيع 250 ألف قطعة نقدية في عام 1926، على الرغم من السعر الأصلي البالغ دولار واحد. كان برنارد باروخ، وهو مستثمر بارز آنذاك ومستشار للرؤساء لاحقًا، رئيسًا فخريًا للجنة المنظمة، واشترك شخصيًا في بعض القطع.

## العواقب

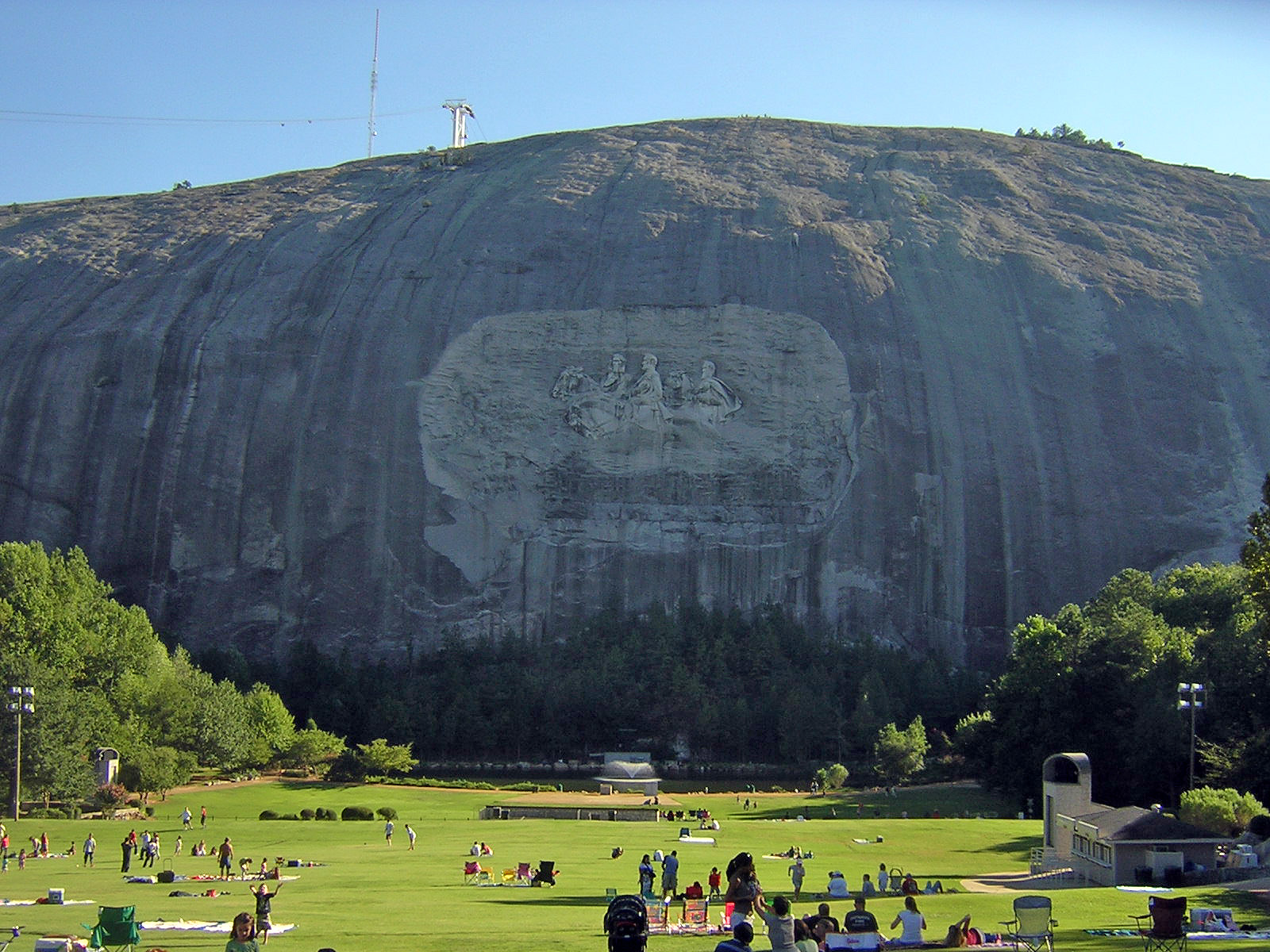
ستون ماونتن في عام 2007

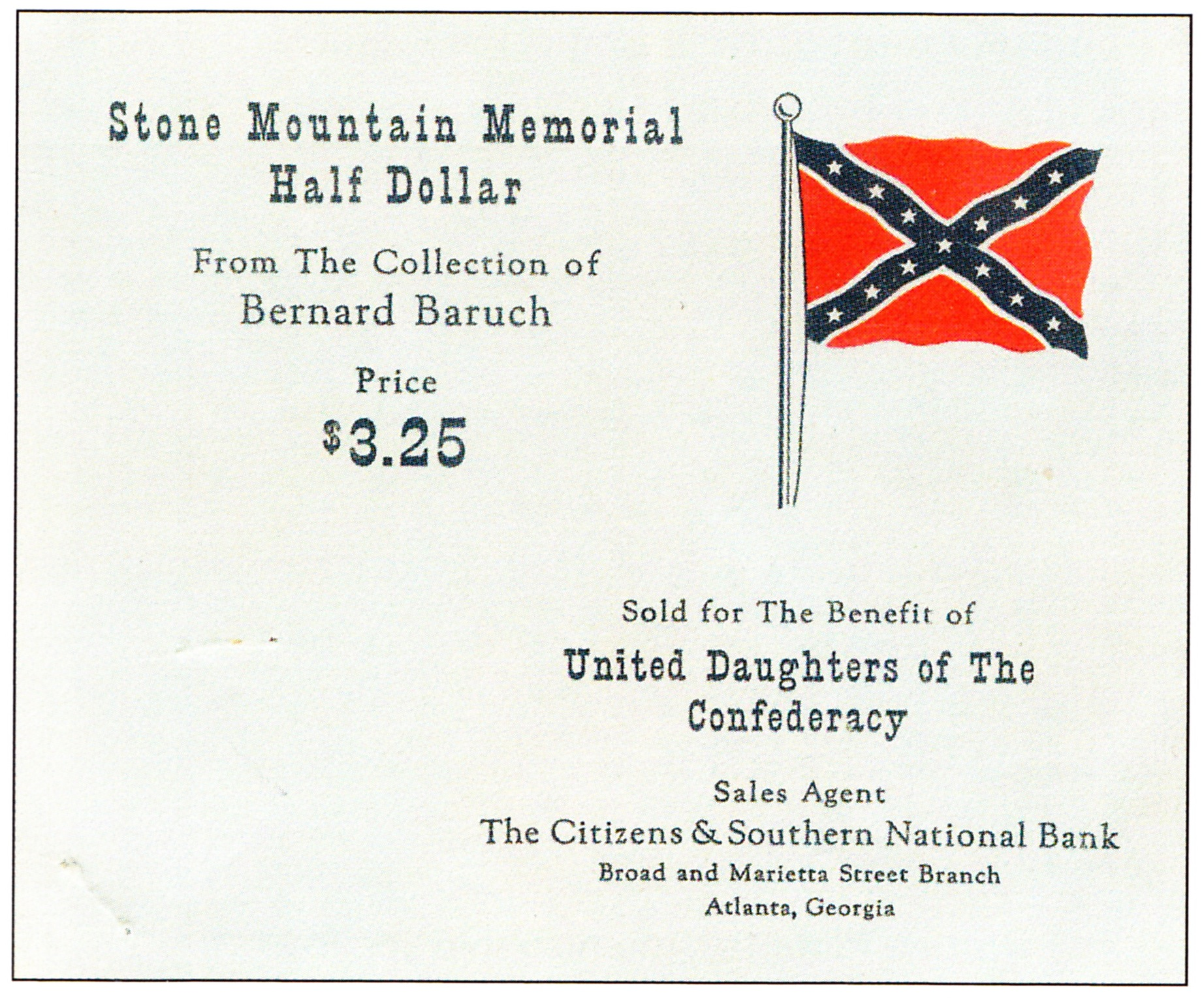
بطاقة مرفقة بنصف دولار كانت مملوكة سابقًا لبرنارد باروخ

في عام 1927، نشر فرع أتلانتا التابع لاتحاد الطلاب المتحدين كتيبًا يتهم الجمعية بطرد بورغلم بشكل غير قانوني وإهدار ما بين ربع مليون ومليون ونصف مليون دولار. جرت مراجعة لكتب الجمعية في عام 1928؛ ووجد الفاحصون أن سجلاتها سليمة، باستثناء السجلات المتعلقة بحملة الحصاد، والتي كانت غير كافية. توصلت المراجعة إلى أنه مقابل كل ثلاثة دولارات من الإيرادات التي جُلبت من نصف الدولار، دُفع دولارين كنفقات، وهي نسبة وصفها هايدر وكولبيرت بأنها "مذهلة". من إجمالي المبلغ الذي جمعته الجمعية، ذهب 27 سنتًا فقط من كل دولار إلى النحت. صرح فينابل أن نصب ستون ماونتن التذكاري "تطور إلى أكبر فشل في التاريخ".
فقدت الجمعية مصداقيتها بسبب نتائج التدقيق، وصوت مجلس الشيوخ في جورجيا على اتهامها بسوء الإدارة الفادح للأموال. واستقال راندولف عندما أوضح فينابل أنه لن يتفاوض على تمديد الموعد النهائي المحدد باثني عشر عامًا ما لم يفعل ذلك. بدأ المحامي من أتلانتا مسيرته السياسية؛ وأنهتها الفضيحة. ومع نفاد الأموال، أوقفت الجمعية العمل في ستون ماونتن في 31 مايو/أيار 1928، وعندما فشلت المفاوضات، نجحت عائلة فينابل في رفع دعوى قضائية لاستعادة الممتلكات. أصبح بورغلم الآن بطلاً شعبياً في أتلانتا؛ واستُدعي للعودة إلى ستون ماونتن في أوائل الثلاثينيات، ولكن بسبب انشغاله بجبل راشمور، لم يفعل. في وقت وفاة بورغلم في عام 1941، لم تكن هناك أي أعمال تجري في ستون ماونتن. صوتت ولاية جورجيا على تخصيص الأموال لشراء ستون ماونتن في عام 1958 وبعد خمس سنوات اختارت ووكر كيركلاند هانكوك كمهندس معماري. افتُتح التمثال، الذي يصور لي، جاكسون، وديفيس، والذي يشبه إلى حد كبير تصميم بورغلم الأصلي، في عام 1970. على ارتفاع 90 قدم (27 م) في 190 قدم (58 م) وهو أكبر تمثال بارز في العالم.
في عام 1930، أفاد وزير المالية ميلون أنه على الرغم من عدم وجود نصف دولار من عملة ستون ماونتن التذكارية في دار سك العملة، كان من المفهوم أن كميات كبيرة من القطعة كانت في حوزة البنوك. وفي نهاية المطاف، توصل إلى ترتيبات لإعادة مليون ونصف دولار إلى دار سك العملة من أجل صهرها. على الرغم من ذلك، لا تزال ولاية جورجيا تعرض نصف دولارات ستون ماونتن للبيع في معرضها في معرض القرن التقدمي لعام 1933. طُرح المزيد منها للتداول في ثلاثينيات القرن العشرين. بيع كمية من نصف الدولارات كانت مملوكة لباروخ مقابل 3.25 دولارًا لكل منها من خلال بنك جورجيا في الخمسينيات من القرن العشرين لتمويل مبنى تكريمًا لوالدة باروخ، وهي جنوبية، في ريتشموند، فيرجينيا. وزع ما مجموعه 1,314,709 نصف دولار من نصب ستون ماونتن التذكاري، بعد خصم تلك القطع المذابة.
بسبب الكميات الكبيرة المتوفرة، تظل نصف الدولارات التذكارية من ستون ماونتن غير مكلفة مقارنة بالعملات التذكارية الأخرى. يسرد إصدار عام 2014 من دليل عملات الولايات المتحدة القطعة بسعر 65 دولارًا في حالة غير متداولة تقريبًا (AU-50) مع قطع في حالة MS-66 شبه نقية بسعر 335 دولارًا.

## الملاحظات والمراجع

### ملحوظات
1. ↑  Hyder and Colbert point out that few commemorative coins have been designed in as short a span of time as three weeks. Hyder & Colbert، صفحة 4